# Nymphargus laurae
Nymphargus laurae é uma espécie de anfíbio anuro da família Centrolenidae. Está presente no Equador. A UICN classificou-a como em perigo crítico.